# Sicyos acariaeanthus
Sicyos acariaeanthus là một loài thực vật có hoa trong họ Cucurbitaceae. Loài này được Harms miêu tả khoa học đầu tiên năm 1923.